# Urmaya

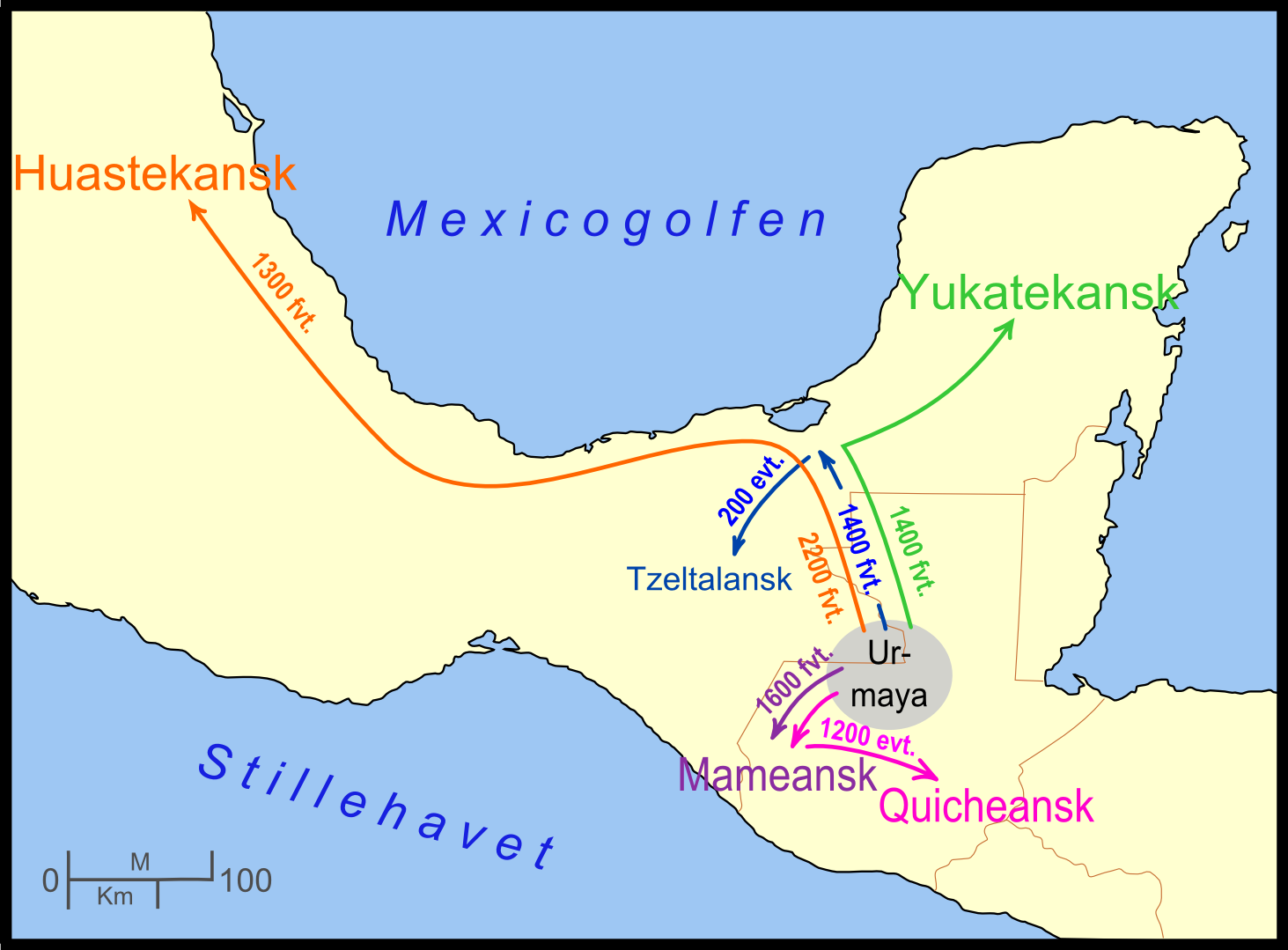
Ungefärliga migrationsrutter för huvudgrenar av mayaspråken. (efter Kaufman (1976)).

Urmaya är den hypotetiska gemensamma föregångaren såväl till de 30 levande mayaspråken, vilka talas i Mellanamerika och Mexiko, som till det utdöda klassisk maya, som finns dokumenterat i Mayaskriftens glyfinskrifer. Man tror att detta urspråk talades i Cuchumataneshöglandet i dagens Guatemala, och att den första uppdelningen skedde runt 2200 f.Kr., då talarna av dagens huastekiska skilde ut sig från resten av den urmayatalande befolkningen.